# 쥘리앵 그라크
쥘리앵 그라크(프랑스어: Julien Gracq, 본명: 루이 푸아리에(Louis Poirier), 1910년 7월 27일 생플로랑르비에이 ~ 2007년 12월 22일 앙제)는 프랑스의 소설가이다.

## 생애
1910년 프랑스 중서부의 소도시 생플로랑르비에이(Saint-Florent-le-Vieil)에서 태어났다. 명문 파리 고등사범학교를 졸업했으며 지리학을 전공했다. 1938년 첫 소설 『아르골 성에서』를 발표하여 초현실주의 그룹의 수장인 앙드레 브르통의 격찬을 받았다. 이후 대학 교수의 길을 포기하고 고등학교에서 지리와 역사를 가르치며 문학에 전념했다.
1950년 프랑스 문단과 비평계, 그리고 문학상 제도 등을 통박한 팸플릿 『뱃심의 문학』을 발표하기도 했다. 1951년에는 대표작 시르트의 바닷가가 공쿠르상 수상작으로 선정되었다. 그러나 그는 수상을 거부하면서 문단과 결별했으며, 이는 은둔하는 작가의 이미지를 정착시키는 결과를 초래했다.
1958년 발표한 『숲속의 발코니』 이후로 작품은 이전의 신화와 문학적 참조로 가득 찬 세계를 벗어나 간결하고 투명한 양상을 띠기 시작했다. 휴머니즘의 바탕 위에서 인간의 근본적인 문제들을 현대적으로 조명하고 있는 다섯 권의 소설 외에도 산문시집 『커다란 자유』와 자서전 『도시의 형태』, 그리고 문학, 풍경, 여행 등을 다룬 단상 모음집들을 발표한 그는 현존하는 프랑스 최고의 작가로 꼽힌다.

## 같이 보기
- 르 몽드가 선정한 세기의 도서 100권

## 참고 자료
- 시르트의 바닷가